# Суббот, Валентин Владимирович
Валентин Владимирович Суббот (род. 26 апреля 1968 г., с.Меленск, Стародубский район, Брянская область) — государственный и политический деятель, Председатель Брянской областной Думы. 

## Биография
С 1986 по 1989 год проходил срочную службу в морских частях пограничных войск.    
В 1993 году окончил Московскую ветеринарную академию им. К. И. Скрябина. 
С 1993 по 2001 год работал на Берновичском животноводческом комплексе главным специалистом.
С 2001 года работал сменным мастером, старшим мастером аварийно-диспетчерской службы, в 2003 году назначен старшим мастером аварийно-восстановительных работ в производственном управлении «Стародубрайгаз».
С 2009 по 2014 год являлся исполняющим обязанности главы Меленской сельской администрации, главой Меленского сельского поселения Стародубского района. В сентябре 2014 года баллотировался в депутаты Брянской областной Думы по спискам партии «Единая Россия», в результате распределения мандатов был избран депутатом Брянской областной думы.
12 декабря 2014 г. был избран секретарем Стародубского местного отделения Брянского регионального отделения партии «Единая Россия».
В сентябре 2016 года баллотировался в Госдуму от партии «Единая Россия». По итогам выборов в Думу не прошел. В ноябре 2016 года получил вакантный мандат Николая Макаровца, сложившего досрочно депутатские полномочия. С 9 ноября 2016 года решением ЦИК наделён полномочиями депутата Госдумы РФ VII созыва. 
В октябре 2020 года на основании постановления избирательной комиссии Брянской области получил мандат депутата Брянской областной Думы седьмого созыва. 22 октября 2020 года избран председателем Брянской областной Думы седьмого созыва.

## Законотворческая деятельность
С 2016 по 2020 год, в течение исполнения полномочий депутата Государственной Думы VII созыва, выступил соавтором более 120 законодательных инициатив и поправок к проектам федеральных законов.

## Награды
- Благодарность Президента Российской Федерации
- Благодарность Председателя Государственной Думы Федерального собрания Российской Федерации
- Почетная грамота  Совета Федерации Федерального Собрания Российской Федерации
- Почетная грамота Министерства обороны Российской Федерации
- Благодарность Председателя Совета Федерации Федерального Собрания Российской Федерации
- Медаль "за содействие МВД"
- Почетная грамота Губернатора Брянской области
- Почетная грамота Главного федерального инспектора по Брянской области
- Медаль "100 лет со дня образования Центрального Оршанско-Хинганского ордена Жукова Краснознаменного округа войск национальной гвардии Российской Федерации"
- Медаль "За взаимодействие" I степени
- Медаль "За взаимодействие" II степени
- Медаль "За личный вклад в сохранение военно-исторического и культурного наследия"
- Медаль "За вклад в развитие города Брянска"
- Медаль "80 лет освобождения Брянской области"